# DSM-5
O Manual Diagnóstico e Estatístico de Transtornos Mentais, Quinta Edição (DSM-5) é a atualização de 2013 do Manual Diagnóstico e Estatístico de Transtornos Mentais, a ferramenta taxonômica e diagnóstica publicada pela Associação Americana de Psiquiatria (APA). Em 2022, foi publicada uma versão revisada (DSM-5-TR). Nos Estados Unidos, o DSM serve como a principal autoridade para diagnósticos psiquiátricos. As recomendações de tratamento, bem como os pagamentos por prestadores de serviços de saúde, são frequentemente determinados pelas classificações do DSM, de modo que o lançamento de uma nova versão tem importância prática. No entanto, alguns provedores recorrem à Classificação Internacional de Doenças e Problemas Relacionados à Saúde (CID) e estudos científicos frequentemente medem alterações nas pontuações de escalas de sintomas em vez de alterações nos critérios do DSM-5 para determinar os efeitos reais das intervenções em saúde mental. O DSM-5 é o único DSM a usar um algarismo árabe em vez de um número romano em seu título, bem como a única versão em documento vivo de um DSM.
O DSM-5 não é uma revisão maior do DSM-IV-TR, mas os dois apresentam diferenças significativas. As alterações no DSM-5 incluem a reconceitualização da Síndrome de Asperger de um transtorno distinto para um transtorno do espectro autista; a eliminação dos subtipos de esquizofrenia; a remoção da “exclusão por luto” para os transtornos depressivos; a renomeação e reconceitualização do transtorno de identidade de gênero para disforia de gênero; a inclusão do transtorno de compulsão alimentar como um transtorno alimentar discreto; a renomeação e reconceitualização das parafilias, agora denominadas transtornos parafílicos; a eliminação do sistema de cinco eixos; e a divisão de transtornos não especificados de outra forma em outros transtornos especificados e transtornos não especificados.
Muitas autoridades criticaram a quinta edição tanto antes quanto depois de sua publicação. Críticos afirmam, por exemplo, que muitas das revisões ou acréscimos do DSM-5 carecem de suporte empírico; que a confiabilidade interavaliadores é baixa para muitos transtornos; que várias seções contêm informações mal redigidas, confusas ou contraditórias; e que a indústria farmacêutica pode ter influenciado indevidamente o conteúdo do manual, dada a associação da indústria com muitos dos participantes dos grupos de trabalho do DSM-5. A própria APA publicou que a confiabilidade interavaliadores é baixa para muitos transtornos, incluindo o transtorno depressivo maior e o transtorno de ansiedade generalizada.

## Alterações em relação ao DSM-IV
O DSM-5 é dividido em três seções, utilizando numerais romanos para designar cada seção.

### Seção I
A Seção I descreve a organização dos capítulos do DSM-5, sua mudança em relação ao sistema multiaxial e as avaliações dimensionais da Seção III. O DSM-5 dissolveu o capítulo que incluía “transtornos geralmente diagnosticados primeiramente na infância, adolescência ou em idade infantil”, optando por listá-los em outros capítulos. Uma nota em Transtornos de Ansiedade afirma que a “ordem sequencial” de pelo menos alguns capítulos do DSM-5 possui um significado que reflete as relações entre os diagnósticos.
A seção introdutória descreve o processo de revisão do DSM, incluindo testes de campo, revisão pública e profissional e avaliação por especialistas. Afirma que seu objetivo é harmonizar com os sistemas da Classificação Internacional de Doenças e Problemas Relacionados à Saúde (CID) e compartilhar, na medida do possível, estruturas organizacionais. Expressa-se preocupação com o sistema categórico de diagnóstico, mas conclui-se que definições alternativas para a maioria dos transtornos são cientificamente prematuras.
O DSM-5 substitui as categorias Not Otherwise Specified (NOS) por duas opções: outro transtorno especificado e transtorno não especificado, para aumentar a utilidade para o clínico. A primeira permite que o clínico especifique o motivo pelo qual os critérios para um transtorno específico não são atendidos; a segunda permite que o clínico opte por não especificar.
O DSM-5 descartou o sistema multiaxial de diagnóstico (anteriormente Eixo I, Eixo II, Eixo III), listando todos os transtornos na Seção II. Substituiu o Eixo IV por características psicossociais e contextuais significativas e eliminou o Eixo V (Avaliação Global do Funcionamento, conhecida como GAF). O Cronograma de Avaliação de Incapacidade da Organização Mundial da Saúde foi adicionado à Seção III (Medidas e Modelos Emergentes) na categoria Medidas de Avaliação, como um método sugerido, mas não obrigatório, para avaliar o funcionamento.

### Seção II: critérios diagnósticos e códigos

#### Transtornos do Neurodesenvolvimento
- “Retardo mental” foi renomeado para deficiência intelectual (transtorno do desenvolvimento intelectual).[13]
- Os transtornos de fala ou linguagem agora são denominados transtorno de comunicação – os quais incluem o transtorno de linguagem (anteriormente denominado transtorno de linguagem expressiva e transtorno misto receptivo-expressivo), o transtorno do som da fala (anteriormente denominado transtorno fonológico), o transtorno de fluência com início na infância (gagueira), e uma nova condição caracterizada por comprometimento na comunicação social verbal e não verbal denominada transtorno de comunicação social (pragmático).[13]
- O transtorno do espectro autista é um novo diagnóstico que incorpora os diagnósticos anteriores de autismo clássico, transtorno de Asperger, transtorno desintegrativo da infância e transtorno invasivo do desenvolvimento não especificado (PDD-NOS)—veja Diagnosis of Asperger syndrome § DSM-5 changes.[14]
- O transtorno de déficit de atenção e hiperatividade (TDAH) não especifica mais o autismo como diagnóstico de exclusão. A idade requerida para o início dos sintomas foi alterada de 7 para 12 anos, e os limiares dos sintomas foram reduzidos para o diagnóstico de TDAH em adolescentes ou adultos.[15]
- “Transtorno específico de aprendizagem” abrange deficiências no desenvolvimento das habilidades acadêmicas, incluindo dislexia e discalculia.[16]
- Uma nova subcategoria, os transtornos motores, abrange o transtorno do desenvolvimento da coordenação, o transtorno de movimentos estereotipados e os transtornos do tic, incluindo a síndrome de Tourette.[17]

#### Espectro da Esquizofrenia e Outros Transtornos Psicóticos
- Todos os subtipos de esquizofrenia foram removidos do DSM-5 (paranoide, desorganizada, catatônica, indiferenciada e residual) em favor de uma abordagem de avaliação baseada na gravidade.[11]
- Um episódio de humor maior é necessário para o transtorno esquizoafetivo (durante a maior parte da duração do transtorno, após o cumprimento do critério A [relacionado a delírios, alucinações, discurso ou comportamento desorganizado e sintomas negativos, como avolia]).[11]
- Os critérios para o transtorno delirante foram alterados, não sendo mais considerados separados do transtorno delirante compartilhado.[11]
- A catatonia em todos os contextos requer a presença de 3 dos 12 sintomas totais. A catatonia pode ser um especificador para transtornos depressivos, bipolares e psicóticos; parte de outra condição médica; ou de outro diagnóstico especificado.[11]

#### Transtornos Bipolares e Relacionados
- Um novo especificador “com características mistas” pode ser aplicado ao transtorno bipolar I, transtorno bipolar II, ao transtorno bipolar NED (não definido em outra parte, anteriormente denominado “NOS”, não especificado) e ao TDM.[18]
- Permite transtorno bipolar não especificado (outro transtorno bipolar e relacionado especificado) para condições particulares.[11]
- Os sintomas de ansiedade são um especificador (denominado “angústia ansiosa”) adicionado ao transtorno bipolar e aos transtornos depressivos (mas não fazem parte dos critérios diagnósticos do transtorno bipolar).[11]

#### Transtornos Depressivos
- A exclusão por luto no DSM-IV foi removida dos transtornos depressivos no DSM-5.[19]
- Novo transtorno de desregulação disruptiva do humor (DMDD) para crianças de até 18 anos.[20][11]
- O transtorno disfórico pré-menstrual foi transferido de um apêndice para estudos adicionais e passou a ser considerado um transtorno.[11]
- Foram adicionados especificadores para sintomas mistos e para ansiedade, juntamente com orientações aos médicos sobre suicidabilidade.[11]
- O termo distimia agora também é denominado transtorno depressivo persistente.

#### Transtornos de Ansiedade
- Para as diversas formas de fobia e transtornos de ansiedade, o DSM-5 elimina a exigência de que o indivíduo (anteriormente, com mais de 18 anos) “deva reconhecer que seu medo e ansiedade são excessivos ou irracionais”. Além disso, a duração mínima de 6 meses agora se aplica a todos (não apenas a crianças).[11]
- O ataque de pânico passou a ser um especificador para todos os transtornos do DSM-5.[11]
- O transtorno do pânico e a agorafobia passaram a ser dois transtornos separados.[11]
- Tipos específicos de fobias passaram a ser especificadores, mas permanecem inalterados.[11]
- O especificador generalizado para o transtorno de ansiedade social (anteriormente, fobia social) foi alterado em favor de um especificador exclusivo para desempenho (ou seja, para situações de falar em público ou apresentação).[11]
- O transtorno de ansiedade de separação e o mutismo seletivo agora estão classificados como transtornos de ansiedade (e não mais como transtornos de início precoce).[11]

#### Transtornos Obsessivo-Compulsivos e Relacionados
- Um novo capítulo sobre transtorno obsessivo-compulsivo e transtornos relacionados inclui quatro novos transtornos: o transtorno de excoriação (compulsão por cutucar a pele), o transtorno de acumulação, o transtorno obsessivo-compulsivo e relacionado induzido por substâncias/medicações, e o transtorno obsessivo-compulsivo e relacionado devido a outra condição médica.[11]
- A tricotilomania (transtorno de arrancar cabelo) foi transferida do grupo “transtornos de controle de impulsos não classificados em outra parte” do DSM-IV para um transtorno obsessivo-compulsivo no DSM-5.[11]
- Um especificador foi ampliado (e adicionado ao transtorno dismórfico corporal e ao transtorno de acumulação) para permitir boa ou razoável percepção, percepção pobre e “percepção ausente/delirante” (ou seja, convicção completa de que as crenças associadas ao transtorno obsessivo-compulsivo são verdadeiras).[11]
- Foram adicionados critérios ao transtorno dismórfico corporal para descrever comportamentos repetitivos ou atos mentais que podem ocorrer diante de defeitos ou falhas percebidos na aparência física.[11]
- O especificador do DSM-IV “com sintomas obsessivo-compulsivos” foi transferido dos transtornos de ansiedade para esta nova categoria de transtornos obsessivo-compulsivos e relacionados.[11]
- Existem dois novos diagnósticos: outro transtorno obsessivo-compulsivo e relacionado especificado, que pode incluir o transtorno de comportamentos repetitivos focados no corpo (comportamentos como roer unhas, morder os lábios e mastigar a bochecha, além de arrancar cabelo e cutucar a pele) ou ciúme obsessivo; e transtorno obsessivo-compulsivo e relacionado não especificado.[11]

#### Transtornos Relacionados a Trauma e Fatores Estressantes
- O transtorno de estresse pós-traumático (TEPT) agora está incluído em uma nova seção intitulada “Transtornos Relacionados a Trauma e Fatores Estressantes”.[21]
- Os agrupamentos diagnósticos do TEPT foram reorganizados e expandidos de três para quatro agrupamentos, com base em pesquisas de análise fatorial confirmatória realizadas desde a publicação do DSM-IV.[22]
- Foram adicionados critérios específicos para crianças de seis anos ou menos.[11]
- Para o diagnóstico de transtorno de estresse agudo e TEPT, os critérios do fator estressor (Critério A1 no DSM-IV) foram modificados em certa medida. A exigência de reações emocionais subjetivas específicas (Critério A2 no DSM-IV) foi eliminada, por carecer de suporte empírico quanto à sua utilidade e validade preditiva.[22] Anteriormente, determinados grupos – como militares envolvidos em combate, policiais e outros profissionais de emergência – não atendiam ao Critério A2 no DSM-IV, pois seu treinamento os preparava para não reagir emocionalmente a eventos traumáticos.[23][24][25]
- Dois novos transtornos, anteriormente subtipos, foram nomeados: transtorno de apego reativo e transtorno de engajamento social desinibido.[11]
- Os transtornos de adaptação foram movidos para esta nova seção e reconceitualizados como síndromes de resposta ao estresse. Os subtipos do DSM-IV para humor deprimido, sintomas ansiosos e conduta perturbada permanecem inalterados.[11]

#### Transtornos Dissociativos
- O transtorno de despersonalização agora é denominado transtorno de despersonalização-desrealização.[26]
- A fuga dissociativa passou a ser um especificador para a amnésia dissociativa.[11]
- Os critérios para o transtorno dissociativo de identidade foram ampliados para incluir “fenômenos de tipo possessivo e sintomas neurológicos funcionais”. Ficou esclarecido que “as transições na identidade podem ser observadas por outros ou auto-relatadas”.[11] O Critério B também foi modificado para pessoas que experimentam lacunas na recordação de eventos cotidianos (não apenas relacionados a traumas).[11]

#### Transtornos de Sintomas Somáticos e Relacionados
- Os transtornos somatoformes agora são denominados transtorno de sintomas somáticos e transtornos relacionados.
- Pacientes que apresentam dor crônica podem agora ser diagnosticados com a doença mental transtorno de sintomas somáticos com dor predominante; ou fatores psicológicos que afetam outras condições médicas; ou com um transtorno de adaptação.[11][27][28][29][30]
- O transtorno de somatização e o transtorno somatoforme indiferenciado foram combinados para formar o transtorno de sintomas somáticos, um diagnóstico que não exige mais um número específico de sintomas somáticos.[11]
- Os transtornos de sintomas somáticos e relacionados são definidos por sintomas positivos, minimizando-se o uso de sintomas sem explicação médica, exceto nos casos de transtorno de conversão e pseudociese (gravidez falsa).[11]
- Um novo diagnóstico é o de fatores psicológicos que afetam outras condições médicas. Esse diagnóstico, anteriormente localizado no capítulo “Outras Condições que Podem Ser o Foco de Atenção Clínica” do DSM-IV, foi incorporado aqui.[11]
- Os critérios para o transtorno de conversão (transtorno de sintomas neurológicos funcionais) foram alterados.[11]

#### Transtornos da Alimentação e Ingestão
- Os critérios para a pica e para o transtorno de ruminação foram alterados, podendo agora ser aplicados a pessoas de qualquer idade.[11]
- O transtorno de compulsão alimentar passou do status de “Apêndice B – Conjuntos de Critérios e Eixos Fornecidos para Estudo Adicional” do DSM-IV para um diagnóstico propriamente dito.[31]
- Os requisitos para bulimia nervosa e para o transtorno de compulsão alimentar foram alterados de “pelo menos duas vezes por semana durante 6 meses” para “pelo menos uma vez por semana nos últimos 3 meses”.
- Os critérios para a anorexia nervosa foram modificados; não há mais a exigência de amenorreia.
- “Transtorno de alimentação na infância ou na primeira infância”, um diagnóstico raramente utilizado no DSM-IV, foi renomeado para transtorno de ingestão alimentar evitativa/restritiva e seus critérios foram ampliados.[11]

#### Transtornos da Eliminação
- Sem alterações significativas.[11]
- Os transtornos deste capítulo, anteriormente classificados entre os transtornos geralmente diagnosticados primeiramente na infância, adolescência ou em idade infantil no DSM-IV, agora compõem uma classificação independente no DSM-5.[11]

#### Transtornos do Sono e Vigília
- “Transtornos do sono relacionados a outro transtorno mental e transtornos do sono relacionados a uma condição médica geral” foram eliminados.[11]
- A insônia primária passou a ser denominada transtorno de insônia, e a narcolepsia passou a ser considerada separadamente de outras formas de hipersonolência.[11]
- Existem agora três transtornos do sono relacionados à respiração: a apneia obstrutiva do sono (com hipopneia), a apneia central do sono e a hipoventilação relacionada ao sono.[11]
- Os transtornos do ritmo circadiano do sono e vigília foram ampliados para incluir a síndrome do avanço da fase do sono, o transtorno do ritmo sono-vigília irregular e o transtorno do sono-vigília não 24 horas.[11] O jet lag foi eliminado.[11]
- O transtorno comportamental do sono REM e a síndrome das pernas inquietas passaram a ser considerados transtornos distintos, em vez de ambos serem listados sob “transtorno do sono não especificado” no DSM-IV.[11]

#### Disfunções Sexuais
- O DSM-5 apresenta disfunções sexuais específicas para cada sexo.[11]
- Para as mulheres, os transtornos do desejo e da excitação sexual foram combinados em transtorno do interesse/excitação sexual feminino.[11]
- As disfunções sexuais (exceto a disfunção sexual induzida por substância/medicação) agora exigem uma duração de aproximadamente 6 meses e critérios de gravidade mais precisos.[11]
- Um novo diagnóstico é o transtorno de dor genital/pélvica e penetração, que combina o vaginismo e a dispareunia do DSM-IV.[11]
- O transtorno de aversão sexual foi eliminado.[11]
- Os subtipos de todos os transtornos incluem apenas “ao longo da vida versus adquirido” e “generalizado versus situacional” (um subtipo foi eliminado no DSM-IV).[11]
- Dois subtipos foram eliminados: “disfunção sexual devido a uma condição médica geral” e “devida a fatores psicológicos versus fatores combinados”.[11]

#### Disforia de Gênero
- O transtorno de identidade de gênero do DSM-IV é semelhante, mas não idêntico, à disforia de gênero no DSM-5. Foram adicionados critérios separados para crianças, adolescentes e adultos, apropriados aos diferentes estágios de desenvolvimento.
- Os subtipos do transtorno de identidade de gênero baseados na orientação sexual foram eliminados.[11]
- Entre outras mudanças de redação, os critérios A e B (identificação com o gênero oposto e aversão em relação ao próprio gênero) foram combinados.[11] Juntamente com essas alterações, foi criada uma disforia de gênero específica para crianças, bem como outra para adultos e adolescentes. Essa classificação foi retirada da categoria de transtornos sexuais e colocada em uma categoria própria. A mudança de nome ocorreu, em parte, devido à estigmatização do termo “transtorno” e ao uso relativamente comum de “disforia de gênero” na literatura e entre os especialistas na área.[32] A criação de um diagnóstico específico para crianças reflete a menor capacidade das crianças de compreender o que estão vivenciando e de expressá-lo, caso tenham essa percepção.[33]

#### Transtornos Disruptivos, do Controle de Impulsos e de Conduta
Alguns desses transtornos faziam parte, anteriormente, do capítulo sobre diagnóstico precoce, como o transtorno desafiador opositivo; o transtorno de conduta; e o transtorno de comportamento disruptivo não especificado passou a ser classificado como outro transtorno disruptivo especificado e não especificado, transtorno do controle de impulsos e transtorno de conduta.
- O transtorno explosivo intermitente, a piromania e a cleptomania foram transferidos para este capítulo a partir do capítulo “Transtornos do Controle de Impulsos Não Especificados” do DSM-IV.[11]
- O transtorno de personalidade antissocial está listado aqui e no capítulo de transtornos de personalidade (embora o transtorno de déficit de atenção e hiperatividade esteja listado entre os transtornos do neurodesenvolvimento).[11]
- Os sintomas do transtorno desafiador opositivo são de três tipos: humor irritável/raivoso, comportamento argumentativo/desafiante e vindicatividade. A exclusão para o transtorno de conduta foi eliminada. Os critérios também foram alterados, com uma nota sobre os requisitos de frequência e uma medida de gravidade.[11]
- Os critérios para o transtorno de conduta permanecem, em sua maioria, inalterados em relação ao DSM-IV.[11] Foi adicionado um especificador para pessoas com emoções pró-sociais limitadas, apresentando traços insensíveis e sem empatia.[11]
- Pessoas com idade superior ao mínimo exigido (6 anos) podem ser diagnosticadas com o transtorno explosivo intermitente mesmo sem episódios de agressão física. Foram adicionados critérios para a frequência e para especificar que o transtorno é de natureza impulsiva e/ou baseada em raiva, devendo causar angústia significativa, prejuízo no funcionamento ocupacional ou interpessoal, ou estar associado a consequências financeiras ou legais negativas.[11]

#### Transtornos Relacionados ao Uso de Substâncias e Comportamentos Aditivos
- O transtorno do jogo e o transtorno do uso de tabaco são novos.[11]
- O abuso de substâncias e a dependência de substâncias do DSM-IV-TR foram combinados em transtornos do uso de substâncias únicos, específicos para cada substância, dentro de uma nova categoria “transtornos de vício e relacionados”.[34] A expressão “problemas legais recorrentes” foi eliminada e “desejo intenso ou vontade forte de usar uma substância” foi adicionada aos critérios.[11] O limiar do número de critérios que devem ser atendidos foi modificado[11] e a gravidade, de leve a severa, é determinada com base no número de critérios cumpridos.[11] Foram adicionados critérios para a retirada de cannabis e de cafeína.[11] Novos especificadores foram incluídos para remissão precoce e sustentada, além de novos especificadores para “em ambiente controlado” e “em terapia de manutenção”.[11]

Não há mais diagnósticos de polissubstância no DSM-5; a(s) substância(s) deve(m) ser especificada.
Segue a tradução completa para o português, com todos os trechos e marcações convertidos:

#### Transtornos Neurocognitivos
- Demência e transtorno amnésico passaram a ser classificados como transtorno neurocognitivo maior ou leve (TNC maior ou TNC leve).[11][36] O DSM-5 apresenta uma nova lista de domínios neurocognitivos.[11] "Novos critérios separados são apresentados" para o TNC maior ou leve decorrente de diversas condições.[11] Transtorno Neurocognitivo Induzido por Substâncias/Medicações e Transtorno Neurocognitivo Não Especificado são novos diagnósticos.[11]

#### Transtornos de Personalidade
- Transtorno de personalidade (TP) que anteriormente pertencia a um eixo diferente dos demais transtornos, agora está em um único eixo com todos os diagnósticos mentais e outras condições médicas.[37] No entanto, os mesmos dez tipos de transtornos de personalidade foram mantidos.[37]
- Há um apelo para que o DSM-5 forneça informações clínicas relevantes, baseadas empiricamente, para conceituar tanto a personalidade quanto a psicopatologia nas personalidades. A(s) questão(ões) da heterogeneidade de um TP é problemática. Por exemplo, ao determinar os critérios para um TP, é possível que duas pessoas com o mesmo diagnóstico apresentem sintomas completamente diferentes que não necessariamente se sobrepõem.[38] Há também preocupação quanto a qual modelo é melhor para o DSM – o modelo diagnóstico, favorecido pelos psiquiatras, ou o modelo dimensional, preferido pelos psicólogos. A abordagem/modelo diagnóstico segue a abordagem diagnóstica da medicina tradicional, sendo mais conveniente em ambientes clínicos, porém não captura as complexidades da personalidade normal ou anormal. A abordagem/modelo dimensional demonstra melhor os variados graus de personalidade; enfatiza o contínuo entre o normal e o anormal, considerando o anormal como algo que ultrapassa um limiar, seja em casos unipolares ou bipolares.[39]

#### Transtornos Parafílicos
- Foram adicionados novos especificadores “em ambiente controlado” e “em remissão” aos critérios para todos os Transtornos Parafílicos.[11]
- Faz-se uma distinção entre comportamentos parafílicos, ou Parafilias, e transtornos parafílicos.[40] Todos os conjuntos de critérios foram alterados para adicionar a palavra “transtorno” a todas as parafilias, por exemplo, Transtorno Pedofílico é listado em vez de Pedofilia.[11] Não há mudança na estrutura diagnóstica básica desde o DSM-III-R; contudo, agora é necessário que os indivíduos atendam tanto aos critérios qualitativos (critério A) quanto aos de consequências negativas (critério B) para serem diagnosticados com um transtorno parafílico. Caso contrário, apresentam apenas uma parafilia (sem diagnóstico).[11]

### Seção III: Medidas e Modelos Emergentes
Inclui medidas dimensionais para a avaliação dos sintomas, critérios para a formulação cultural dos transtornos e uma proposta alternativa para a conceituação dos transtornos de personalidade, bem como uma descrição das condições clínicas atualmente estudadas. Apresenta ferramentas selecionadas e técnicas de pesquisa focadas no diagnóstico, levando em conta o contexto sociocultural, e também apresenta um modelo híbrido dimensional-categórico dos transtornos de personalidade. Foram distinguidas personalidades específicas (antissocial, borderline, evitativa, narcisista, obsessivo-compulsiva, esquizotípica) e transtornos não específicos.

## Condições para Estudo Futuro
Estas condições e critérios foram estabelecidos para incentivar pesquisas futuras e não se destinam ao uso clínico.
- Síndrome de Psicose Atenuada
- Episódios Depressivos com Hipomania de Curta Duração
- Transtorno Complexo de Luto Persistente
- Transtorno de Uso de Cafeína
- Transtorno de Jogos Online
- Transtorno Neurocomportamental Associado à Exposição Pré-Natal ao Álcool
- Transtorno de Comportamento Suicida
- Autolesão Não Suicida[41]

## Desenvolvimento
Em 1999, uma Conferência de Planejamento de Pesquisa do DSM-5, patrocinada conjuntamente pela APA e pelo Instituto Nacional de Saúde Mental (NIMH), foi realizada para definir as prioridades de pesquisa. Grupos de Trabalho de Planejamento de Pesquisa produziram documentos técnicos sobre as pesquisas necessárias para informar e moldar o DSM-5 e o trabalho e as recomendações resultantes foram relatados em uma monografia da APA e na literatura revisada por pares. Houve seis grupos de trabalho, cada um focado em um tópico amplo: Nomenclatura, Neurociência e Genética, Questões do Desenvolvimento e Diagnóstico, Personalidade e Transtornos Relacionais, Transtornos Mentais e Incapacidade, e Questões Interculturais. Três documentos técnicos adicionais também deveriam ser apresentados até 2004, referentes a questões de gênero, questões diagnósticas na população geriátrica e transtornos mentais em bebês e crianças pequenas. Os documentos técnicos foram seguidos por uma série de conferências para produzir recomendações relativas a transtornos e questões específicas, com a participação limitada a 25 pesquisadores convidados.
Em 23 de julho de 2007, a APA anunciou a força-tarefa que supervisionaria o desenvolvimento do DSM-5. A Força-Tarefa do DSM-5 era composta por 27 membros, incluindo um presidente e um vice-presidente, que coletivamente representam cientistas pesquisadores da psiquiatria e de outras disciplinas, prestadores de cuidados clínicos e defensores dos consumidores e famílias. Os cientistas que trabalhavam na revisão do DSM possuíam uma ampla gama de experiências e interesses. O Conselho de Curadores da APA exigiu que todos os nomeados para a força-tarefa divulgassem quaisquer interesses concorrentes ou relações potencialmente conflitantes com entidades que tenham interesse em diagnósticos e tratamentos psiquiátricos, como condição prévia para a nomeação para a força-tarefa. A APA disponibilizou todas as divulgações dos membros da força-tarefa durante o anúncio da mesma. Várias pessoas foram consideradas inelegíveis para as nomeações na força-tarefa devido aos seus interesses conflitantes.
Os testes de campo do DSM-5 incluíram a retestagem – ou confiabilidade teste-reteste – que envolveu diferentes clínicos realizando avaliações independentes do mesmo paciente, uma abordagem comum para o estudo da confiabilidade diagnóstica.
Cerca de 68% dos membros da força-tarefa do DSM-5 e 56% dos membros do painel relataram ter vínculos com a indústria farmacêutica, tais como possuir ações em empresas farmacêuticas, atuar como consultores da indústria ou integrar conselhos de administração.

## Revisões e Atualizações
A partir da quinta edição, pretende-se que as revisões das diretrizes diagnósticas sejam adicionadas de forma incremental. O DSM-5 é identificado com números arábicos em vez de Números romanos, marcando uma mudança na forma como futuras atualizações serão elaboradas. Atualizações incrementais serão identificadas com decimais (DSM-5.1, DSM-5.2, etc.), até que uma nova edição seja elaborada. A mudança reflete a intenção da APA de responder mais rapidamente quando uma preponderância de pesquisas apoia uma mudança específica no manual. A base de pesquisa dos transtornos mentais está evoluindo em ritmos diferentes para diferentes transtornos.

### DSM-5-TR
Uma revisão do DSM-5, intitulada DSM-5-TR, foi publicada em março de 2022, atualizando os critérios diagnósticos e os códigos do CID-10-CM. Os critérios diagnósticos para o transtorno de ingestão alimentar evitativa/restritiva foram alterados, além de adicionar entradas para transtorno de luto prolongado, transtorno do humor não especificado e transtorno neurocognitivo leve induzido por estimulantes. O transtorno de luto prolongado, que estava presente no CID-11, teve seus critérios acordados por consenso em um workshop presencial de um dia patrocinado pela APA. Um estudo de 2022 constatou que as taxas mais elevadas de diagnóstico de transtorno de luto prolongado no CID-11 poderiam ser explicadas pelo fato dos critérios do DSM-5-TR exigirem que os sintomas persistam por 12 meses, enquanto o CID-11 exige apenas 6 meses.
Três grupos de revisão para sexo e gênero, cultura e suicídio, juntamente com um "grupo de trabalho de equidade e inclusão etnoracial", estiveram envolvidos na criação do DSM-5-TR, o que levou a seções adicionais para cada transtorno mental discutindo sexo e gênero, variações raciais e culturais e a adição de códigos diagnósticos para especificar níveis de suicidabilidade e de autolesão não suicida em transtornos mentais.
Outros transtornos alterados incluíram:
- Transtorno do espectro autista
- Transtorno bipolar I, Transtorno bipolar II e transtornos bipolares relacionados
- Transtorno obsessivo-compulsivo de personalidade no modelo alternativo do DSM-5 para transtornos de personalidade
- Episódios depressivos com hipomania de curta duração
- Transtorno do desenvolvimento intelectual
- Transtorno delirante
- Transtorno de desregulação disruptiva do humor
- Transtorno psicótico breve

## Uso
O Conselho Nacional de Examinadores Médicos (NBME), responsável por criar e publicar exames de conselho para estudantes de medicina nos Estados Unidos, adere ao uso dos critérios do DSM-5.

## Críticas

### Geral
Robert Spitzer, o chefe da força-tarefa do DSM-III, criticou publicamente a APA por exigir que os membros da força-tarefa do DSM-5 assinassem um acordo de confidencialidade, conduzindo efetivamente todo o processo em segredo: "Quando ouvi falar deste acordo pela primeira vez, eu fiquei completamente surpreso. A transparência é necessária para que o documento tenha credibilidade e, com o tempo, as pessoas irão reclamar por todos os lados que não tiveram a oportunidade de contestar nada." Allen Frances, presidente da força-tarefa do DSM-IV, expressou uma preocupação semelhante.
David Kupfer, presidente da força-tarefa do DSM-5, e Darrel A. Regier, MD, MPH, vice-presidente da força-tarefa, cujos vínculos com a indústria foram divulgados juntamente com os da força-tarefa, refutaram dizendo que "relações colaborativas entre governo, academia e indústria são vitais para o desenvolvimento atual e futuro de tratamentos farmacológicos para transtornos mentais". Eles afirmaram que o desenvolvimento do DSM-5 é o "processo de desenvolvimento mais inclusivo e transparente na história de 60 anos do DSM". Os desenvolvimentos desta nova versão podem ser visualizados no site da APA. Durante os períodos de comentários públicos, os cidadãos podiam se inscrever no site do DSM-5 e fornecer feedback sobre as várias mudanças propostas.
Em junho de 2009, Allen Frances emitiu críticas contundentes aos processos que levaram ao DSM-5 e ao risco de consequências não intencionais "sérias, sutis, [...] ubíquas" e "perigosas", tais como novas "falsas epidemias". Ele escreve que "o trabalho no DSM-V exibiu a combinação mais infeliz de ambição desmedida e metodologia fraca" e manifesta preocupação com o "processo inexplicavelmente fechado e secreto" da força-tarefa. As preocupações de Allen Frances e de Spitzer acerca do contrato elaborado pela APA para que os consultores assinassem, comprometendo-se a não discutir os rascunhos da quinta edição além da força-tarefa e dos comitês, também foram expostas e debatidas.
Em 2011, o psicólogo Brent Robbins coautoria de uma carta nacional para a Sociedade de Psicologia Humanística que trouxe milhares para o debate público sobre o DSM. Aproximadamente 13.000 indivíduos e profissionais de saúde mental assinaram uma petição em apoio à carta. Treze outras divisões da American Psychological Association endossaram a petição. Em um artigo de novembro de 2011, publicado no San Francisco Chronicle, Robbins observa que, sob as novas diretrizes, certas respostas ao luto poderiam ser rotuladas como transtornos patológicos, em vez de serem reconhecidas como experiências humanas normais. Em 2012, uma nota de rodapé foi adicionada ao rascunho do texto explicando a distinção entre luto e depressão.
O DSM-5 foi criticado por supostamente não abordar nada sobre as bases biológicas dos transtornos mentais. Uma avaliação extensa, em formato de livro, do DSM-5, com contribuições de filósofos, historiadores e antropólogos, foi publicada em 2015.
Um ensaio de 2015, de uma universidade australiana, criticou o DSM-5 por apresentar pouca diversidade cultural, afirmando que os trabalhos recentes realizados em ciências cognitivas e antropologia cognitiva ainda aceitam apenas a psicologia ocidental como norma.
O DSM-5 inclui uma seção sobre como conduzir uma "entrevista de formulação cultural", que fornece informações sobre como a identidade cultural de uma pessoa pode estar afetando a expressão de sinais e sintomas. O objetivo é possibilitar diagnósticos mais confiáveis e válidos para transtornos sujeitos a variações culturais significativas.

### Grupo de Trabalho sobre Transtornos de Identidade de Gênero e Sexual
A nomeação, em maio de 2008, de dois dos membros da força-tarefa, Kenneth Zucker e Ray Blanchard, levou a uma petição na internet para removê-los. Segundo a MSNBC, "a petição acusa Zucker de ter se envolvido em 'ciência lixo' e de promover 'teorias prejudiciais' ao longo de sua carreira, especialmente ao defender a ideia de que crianças que são, de forma inequívoca, do sexo masculino ou feminino anatomicamente, mas parecem confusas quanto à sua identidade de gênero, podem ser tratadas incentivando a expressão de gênero de acordo com sua anatomia." Segundo o The Gay City News:
Dr. Ray Blanchard, um professor de psiquiatria da Universidade de Toronto, é considerado ofensivo por suas teorias de que alguns tipos de transexualidade são parafilias, ou impulsos sexuais. Neste modelo, a transexualidade não é um aspecto essencial do indivíduo, mas um impulso sexual mal direcionado.
A Força-Tarefa Nacional LGBTQ emitiu uma declaração questionando a decisão da APA de nomear Kenneth Zucker e Ray Blanchard para o grupo de trabalho sobre Transtornos de Identidade de Gênero e Sexual, afirmando que "Kenneth Zucker e Ray Blanchard estão claramente desalinhados com a mudança que vem ocorrendo na forma como os médicos e outros profissionais de saúde pensam sobre pessoas transgênero e variância de gênero."
Blanchard respondeu: "Naturalmente, é muito decepcionante para mim que pareça haver tanta desinformação sobre mim na Internet. [Eles não distorceram] meus pontos de vista; eles os reverteram completamente." Zucker "rejeita a acusação de ciência lixo, afirmando que 'deve haver uma base empírica para modificar qualquer coisa' no DSM. Quanto a prejudicar as pessoas, 'em minha própria carreira, minha principal motivação ao trabalhar com crianças, adolescentes e famílias é ajudá-los com o sofrimento que estão experimentando, sejam quais forem as razões para essas dificuldades. Quero ajudar as pessoas a se sentirem melhor consigo mesmas, e não prejudicá-las.'"

### Conflitos de Interesse Financeiros e Dependências Pervertidas
A associação financeira dos membros do painel do DSM-5 com a indústria continua sendo uma preocupação em relação a conflitos de interesse financeiros. Dos membros da força-tarefa do DSM-5, 69% relatam ter vínculos com a indústria farmacêutica, um aumento em relação aos 57% dos membros da força-tarefa do DSM-IV. Um estudo do DSM-5-TR constatou que 60% dos médicos americanos que contribuíram para a edição revisada receberam pagamentos da indústria.
Embora a APA tenha instituído uma política de divulgação para os membros da força-tarefa do DSM-5, muitos ainda acreditam que a associação não foi longe o suficiente em seus esforços para ser transparente e proteger contra a influência da indústria. Em um artigo de ponto/contra-ponto de 2009, Lisa Cosgrove, PhD, e Harold J. Bursztajn, MD, observaram que "o fato de 70% dos membros da força-tarefa terem relatado vínculos diretos com a indústria — um aumento de quase 14% em relação à porcentagem de membros da força-tarefa do DSM-IV com vínculos industriais — demonstra que apenas as políticas de divulgação, especialmente aquelas que se baseiam em um sistema de honra, não são suficientes e que são necessárias salvaguardas mais específicas".
O papel do DSM-5 em proteger os interesses dos proprietários ricos e politicamente poderosos dos meios de produção nos Estados Unidos também foi criticado. Atribuir a indivíduos a culpa pelo sofrimento psicológico previsível e comum, causado pelos efeitos deletérios da desigualdade econômica nos Estados Unidos, ao atribuí-lo à patologia mental, foi criticado por dificultar a mudança das causas fundamentais desse sofrimento. Os critérios expansivos do DSM-5, que atribuem patologia mental a pessoas com angústia ou prejuízo decorrentes de uma ampla constelação de experiências, foram criticados por patologizar um número excessivo de pessoas para as quais um diagnóstico psiquiátrico não é benéfico.

### Controvérsia sobre o Transtorno de Personalidade Borderline
Em 2003, a Associação Nacional de Avanços no Tratamento e Pesquisa para Transtornos de Personalidade (TARA-APD) fez campanha para mudar o nome e a designação do transtorno de personalidade borderline no DSM-5. O artigo Como a Advocacia está Trazendo o TPD à Luz relatou que "o nome TPD é confuso, não transmite informações relevantes ou descritivas e reforça o estigma existente." Em vez disso, propôs o nome "transtorno de regulação emocional" ou "transtorno de desregulação emocional". Houve também discussão sobre mudar o transtorno de personalidade borderline, um diagnóstico do Eixo II (transtornos de personalidade e retardo mental), para um diagnóstico do Eixo I (transtornos clínicos).
As recomendações da TARA-APD não parecem ter afetado a Associação Americana de Psiquiatria, a editora do DSM. Conforme mencionado acima, o DSM-5 não utiliza um esquema diagnóstico multi-axial, portanto a distinção entre transtornos dos Eixos I e II não existe mais no DSM nosiologia. O nome, os critérios diagnósticos e a descrição do transtorno de personalidade borderline permanecem, em grande parte, inalterados em relação ao DSM-IV-TR.

### Resposta da British Psychological Society
A British Psychological Society afirmou em sua resposta de junho de 2011 às versões preliminares do DSM-5 que tinha "mais preocupações do que elogios". Criticou os diagnósticos propostos como "claramente baseados em grande parte em normas sociais, com 'sintomas' que dependem de julgamentos subjetivos... não isentos de valores, mas sim refletindo as expectativas sociais normativas atuais", apontando dúvidas quanto à confiabilidade, validade e utilidade dos critérios existentes, ao fato de os transtornos de personalidade não terem sido normatizados na população em geral e de as categorias "não especificadas de outra forma" englobarem um "enorme" 30% de todos os transtornos de personalidade.
Também expressou grande preocupação de que "clientes e o público em geral sejam negativamente afetados pela contínua medicalização de suas respostas naturais e normais às suas experiências... que demandam intervenções de ajuda, mas que não refletem doenças tanto quanto variações individuais normais."
A Sociedade sugeriu, como principal recomendação específica, a mudança do uso de "estruturas diagnósticas" para uma descrição baseada nos problemas específicos experimentados pelo indivíduo, defendendo que os transtornos mentais sejam melhor explorados como parte de um espectro compartilhado com a normalidade:
| “                                                          | [Recomendamos] uma revisão da forma como o sofrimento mental é concebido, começando pelo reconhecimento da evidência esmagadora de que ele se situa em um espectro com a experiência "normal", e que fatores psicossociais como pobreza, desemprego e trauma são os fatores causais mais fortemente evidenciados. Em vez de aplicar categorias diagnósticas preordenadas a populações clínicas, acreditamos que qualquer sistema de classificação deve começar de baixo para cima – partindo das experiências, problemas ou "sintomas" ou "queixas" específicos... Gostaríamos que a unidade básica de medida fossem problemas específicos (por exemplo, ouvir vozes, sentimentos de ansiedade, etc.). Estes também seriam mais úteis em termos de epidemiologia. Embora algumas pessoas achem útil um nome ou rótulo diagnóstico, nossa argumentação é de que essa utilidade resulta do reconhecimento de que seus problemas são reconhecidos (em ambos os sentidos da palavra), compreendidos, validados, explicados (e explicáveis) e que proporcionam algum alívio. Clientes frequentemente, infelizmente, constatam que o diagnóstico oferece apenas uma promessa espúria de tais benefícios. Pois – por exemplo – duas pessoas com diagnóstico de "esquizofrenia" ou "transtorno de personalidade" podem não apresentar dois sintomas em comum, sendo difícil perceber qual benefício comunicativo é alcançado com o uso desses diagnósticos. Acreditamos que uma descrição dos problemas reais de uma pessoa seria suficiente. Moncrieff e outros demonstraram que os rótulos diagnósticos são menos úteis do que uma descrição dos problemas de uma pessoa para prever a resposta ao tratamento, de modo que os diagnósticos parecem, novamente, ser pouco úteis em comparação com as alternativas. | ” |
| — British Psychological Society, Resposta de junho de 2011 | |   |

Muitas das mesmas críticas também levaram ao desenvolvimento da Taxonomia Hierárquica da Psicopatologia, uma estrutura alternativa dimensional para a classificação dos transtornos mentais.

### Instituto Nacional de Saúde Mental
O diretor do Instituto Nacional de Saúde Mental, Thomas R. Insel, MD, escreveu em um post de blog em 29 de abril de 2013 sobre o DSM-5:
| “ | O objetivo deste novo manual, assim como de todas as edições anteriores, é fornecer uma linguagem comum para descrever a psicopatologia. Embora o DSM tenha sido descrito como uma "Bíblia" para o campo, ele é, no máximo, um dicionário, criando um conjunto de rótulos e definindo cada um. A força de cada edição do DSM tem sido a "confiabilidade" – cada edição assegurou que os clínicos utilizem os mesmos termos da mesma maneira. A fraqueza é a sua falta de validade ... Pacientes com transtornos mentais merecem algo melhor. | ” |

Insel também discutiu um esforço do NIMH para desenvolver um novo sistema de classificação, os Critérios de Domínio de Pesquisa (RDoC), atualmente apenas para fins de pesquisa. O post de Insel provocou uma onda de reações, algumas das quais poderiam ser consideradas sensacionalistas, com manchetes como "Adeus ao DSM-V", "Instituto Federal de Saúde Mental Abandona a Controversa 'Bíblia' da Psiquiatria", "Instituto Nacional de Saúde Mental Abandona o DSM", e "Psiquiatria Dividida Enquanto a 'Bíblia' da Saúde Mental é Denunciada". Outras respostas ofereceram uma análise mais nuançada do post do diretor do NIMH.
Em maio de 2013, Insel, em nome do NIMH, emitiu uma declaração conjunta com Jeffrey A. Lieberman, MD, presidente da Associação Americana de Psiquiatria, enfatizando que o DSM-5 "... representa a melhor informação atualmente disponível para o diagnóstico clínico de transtornos mentais. Pacientes, famílias e seguradoras podem ter confiança de que tratamentos eficazes estão disponíveis e que o DSM é o recurso fundamental para oferecer o melhor cuidado. O Instituto Nacional de Saúde Mental (NIMH) não alterou sua posição sobre o DSM-5." Insel e Lieberman afirmam que o DSM-5 e o RDoC "representam estruturas complementares, e não concorrentes", para a caracterização de doenças e transtornos. Contudo, epistemólogos da psiquiatria tendem a ver o projeto RDoC como um sistema revolucionário putativo que, a longo prazo, tentará substituir o DSM, com o efeito inicial esperado de uma liberalização dos critérios de pesquisa, à medida que um número crescente de centros de pesquisa adote as definições do RDoC.